# Бонз ан Шабле
Бонз ан Шабле (фр. Bons-en-Chablais) је насељено место у Француској у региону Рона-Алпи, у департману Горња Савоја.
По подацима из 2011. године у општини је живело 4946 становника, а густина насељености је износила 259,09 становника/km².

## Демографија
| 1962. | 1968. | 1975. | 1982. | 1990. | 2011. |
| ----- | ----- | ----- | ----- | ----- | ----- |
| 1.794 | 1.920 | 2.431 | 2.781 | 3.275 | 4.946 |